# Lluís Planagumà
Lluís Planagumà (Barcelona, 25 oktober 1980) is een Spaans voetbaltrainer.

## Carrière
Hij heeft als trainer bij diverse clubs gewerkt zoals Villarreal CF B, RCD Espanyol B, Club Recreativo Granada, UCAM Murcia CF en Hércules CF.